# Buenos Aires hamn

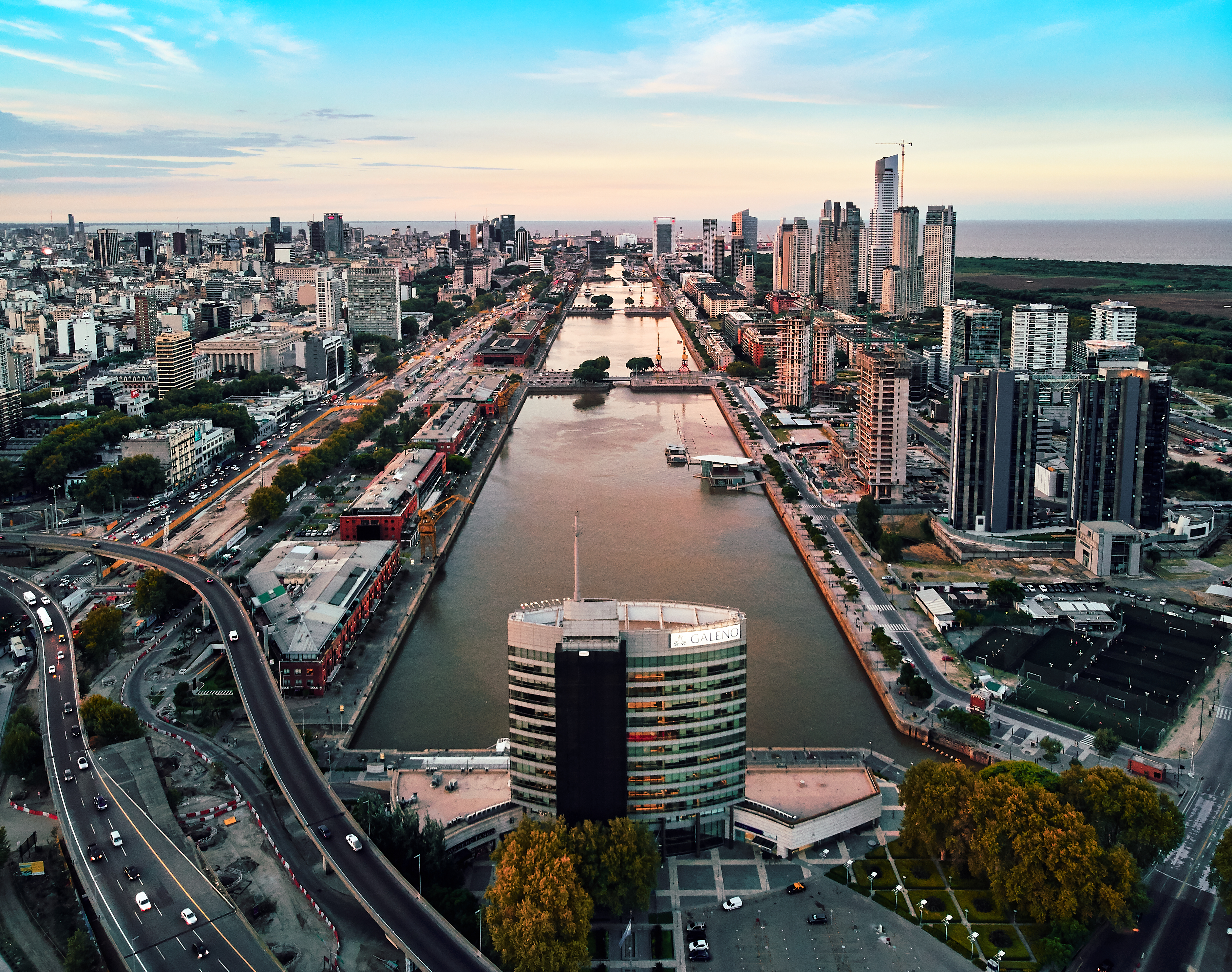
Flygfotografi.

Buenos Aires hamn (spanska: Puerto de Buenos Aires) är en hamn i Buenos Aires i Argentina. Den bedrivs av statliga Administración General de Puertos . Hamnen spelar en viktig roll för Argentinas utrikeshandel, under tidigt 1900-tal var den också betydelsefull för invandringen Argentina, då Hotel de Inmigrantes byggdes.